# Александар Керенски
Александар Фјодорович Керенски (рус. Алекса́ндр Фёдорович Ке́ренский; Симбирск, 4. мај 1881 — Њујорк, 11. јун 1970) је био руски револуционарни вођа, који је имао важну улогу у збацивању руске монархије. Био је други председник руске привремене владе у периоду од Фебруарске до Октобарске револуције. Био је председник владе од 21. јула — 8. новембра 1917. године.

## Детињство, младост и активизам
Керенски је дипломирао 1904. године право на универзитету Санкт Петербургу. Своја политичка стремљења је показао рано бранећи противцарске револуционаре. Изабран је 1912. у Думу као члан трудовика, умерене радничке партије. Био је бриљантан говорник и вешт парламентарни вођа, па је постао члан Привременога комитета Думе као вођа социјалистичке опозиције режиму цара Николаја II Романова.

## Фебруарска револуција 1917
Када је 1917. године избила Фебруарска револуција Керенски је био један од истакнутијих вођа и био је изабран за потпредседника петроградскога совјета. Био је први министар правде у новоформираној привременој влади коју је образовао кнез Георгиј Лавов. Када су совјети изгласали резолуцију којом су забранили да њихове вође учествују у влади Керенски се томе оштро противио. Иако та одлука совјета никада није формализована Керенски је дефакто добио изузеће, па је остао у влади.
Настала је криза прве владе 2.-4. маја око тајне ноте Павела Миљукова, којом се Русија поново враћала на почетне ратне циљеве. После те кризе Керенски је постао министар рата и имао је доминантан утицај у новоформираној коалиционој влади социјалиста и либерала. Под притиском савезника да Русија настави рат Керенски је покренуо офанзиву, која је позната као офанзива Керенскога. У почетку офанзива је била успешна, али онда је заустављена, па су Руси потиснути натраг снажном немачком контраофанзивом. Руска армија је тада претрпјела тешке губитке. Из многих инцидената, саботажа, дезертерства видело се да руска војска више нема вољу за борбом. Керенскога су много критиковали због његове либералне политике по којој су чланови револуционарних војничких комитета могли смењивати официре. Критикован је и због тога јер је укинуо смртну казну и дозволио присуство револуционарних агитатора на фронту. Прва коалиција се распала 2. јула 1917. године по питању украјинске аутономије. Након широко распрострањених нереда у Петрограду и сузбијања бољшевика Керенски је постао председник владе. Немири су настали због офанзиве против Немачке, у којој су Руси поражени. Осим тога владала је немаштина. Око 20.000 наоружаних морнара је ушло у Петроград и захтевало да совјети преузму власт. Након Корниловљеве побуне крајем августа и оставке неколико министара Керенски је постао главнокомандујући руске војске. Та афера је представљала кључни фактор за успон бољшевика. Лавр Корнилов је сматрао да бољшевици треба да се елиминишу, а изгледа да је видео прилику да сам преузме власт. Тада је бољшевичка Црвена гарда спасила Петроград и Керенскога. После те афере порасла је популарност бољшевика, а подршка Керенском и привременој влади је битно опала.
Највећи изазов Керенскоме је била исцрпљеност Русије након три године рата. Привремена влада није довољно мотивисала војску за победу. Лењин и бољшевици су обећавали „мир, земљу и хлеб“ под комунистичким системом. Армија се распадала због недостатка дисциплине и дезертерства. Керенски је наставио са ратом због руских обавеза према савезницима, бојећи се да би економија могла да постане још нестабилнија, када би се прекинуло снабдевање из Енглеске и Француске. Неки су се бојали да ће Немачка тражити велике територије за мир, што се и десила касније Брест-Литовским миром. Постојала је велика дилема да ли се повући из рата, а осим тога неконзистентна и непрактична политика Керенскога је даље дестабилизовала војску и земљу.
Керенски је усвојио политику, којом је био изолован од десних конзервативаца и демократске и монархистичке оријентације. Његова филозофија „Без непријатеља налево“ дала је моћ бољшевицима и дала им је могућност да преузму војно крило петроградскога и московскога совјета. Када је ухапсио Корнилова није више имао јаких савезника против бољшевика, који су постали најјачи савезник Керенскога, а били су и одлучнији од деснога крила, који је израстао у Бели покрет.

## Октобарска револуција
За време Корниловљеве афере Керенски је петроградским радницима разделио оружје, а до октобра је већина наоружаних радника пришла бољшевицима. Лењин је одлучио да обори владу Керенскога пре планираних избора за руску уставотворну скупштину. Бољшевици су 7. новембра 1917. године извели државни удар. Влада Керенскога готово није имала никакве подршке у граду. Бољшевицима се супротставила само мања снага. Бољшевици су за мање од 20 сати преузели власт у догађају који је познат као Октобарска револуција. Керенски је испред бољшевика побегао у Псков, где је сакупио лојалну војску за покушај поновнога заузимања Петрограда. Његова војска је успела да заузме Царско Село, али били су онда поражени код Пулкова. Керенски је једва успео да побегне. Неколико недеља се сакривао пре коначнога бега у Француску. За време Рускога грађанскога рата није подржавао ниједну страну.

## Живот у прогнанству
Живео је у Паризу до 1940. године и био је укључен у сталне свађе и спорове избеглих руских демократских вођа. Када је Немачка окупирала Француску побегао је у САД. Када је Хитлер напао СССР 1941. године, Керенски је Стаљину понудио помоћ, али није добио одговор. Касније је живео у Њујорку, а велики део времена је провео на универзитету у Станфорду, где је предавао о руској историји и политици. Много је писао и суделовао у емисијама о руској историји и политици. Умро је у Њујорку 1970. Руска православна загранична црква у Њујорку је одбила да га сахрани јер су га сматрали одговорним за пад Русије у руке бољшевика. Српска православна црква је исто одбила да га сахрани. Тело Керенскога је сахрањено у Лондону у делу гробља за оне без религије.